# Santuari de Hokkaidō
El Santuari de Hokkaidō (北海道神宮, Hokkaidō Jingū) és un santuari xintoista o jinja situat a Sapporo, Hokkaido, al Japó. Va ser construït l'any 1871 amb el nom de Santuari de Sapporo (Sapporo Jinja). El Santuari de Hokkaidō és la seu a Hokkaido de l'Associació de Santuaris Xinto i cap dels santuaris xinto a la regió.

## Història
L'any 1869, per ordre de l'Emperador Meiji es va celebrar a Tòquio una cerimònia per a consagrar a les deitats Ōkunitama, Ōkuninushi i Sukunabikona. Aquestes deitats van ser consagrades a l'Oficina de Colonització de Hokkaidō, els quals van instal·lar-los a Sapporo quan van establir la seu allà. Es pot dir, per tant, que aquestes deitats són protectores de Hokkaido i del seu govern.
Més endavant, el 1870 es va construir un edifici provisional per a les tres deitats en Sapporo en un lloc diferent on l'actual santuari. El 1871 l'actual santuari va ser construït a la ubicació actual sent anomenat Santuari de Sapporo (Sapporo Jinja) i el 14 de setembre es va dur a terme la cerimònia d'inauguració.
Des de 1889 fins a 1946, el Santuari de Sapporo va ser oficialment designat un dels Kenpei taisha o santuari principal recolzat pel govern i l'administració, sent considerat com a Ichinomiya o santuari imperial de primera classe.
L'any 1964 es va consagrar al santuari l'ànima de l'Emperador Meiji, reanomenant també l'edifici a Santuari de Hokkaidō (Hokkaidō Jingū). L'edifici va ser destruït pel foc l'any 1974, però es va reconstruir el 1978. Al santuari també es troben les ànimes consagrades d'exploradors, polítics i altres prohoms relacionats amb la història i fundació de Hokkaido com Kuroda Kiyotaka o Mamiya Rinzō.

## Arquitectura
L'àrea total del santuari és de 180.000 m². El santuari està construït en l'estil arquitectònic shinmei zukuri, que evoca les edificacions primitives japoneses. Aquest estil és comú sobretot a la prefectura de Mie i es troba present al Santuari d'Ise, el santuari principal del shintoisme. El torii principal del santuari és d'estil shinmei també.

## Kamisconsagrats
- Emperador Meiji
- Sukunabikona
- Ōkunitama
- Ōkuninushi

## Festivals
Tots els anys, del 14 al 16 de juny tenen lloc les festes grans del santuari, anomenada "Festival de Sapporo" (Sapporo Matsuri), on hi ha processons amb el Mikoshi al voltant del santuari. El santuari també organitza activitats d'escoltisme.